# Ровенді Сумтер
Ровенді Хосе Сумтер (нід. Rowendy José Sumter; 19 березня 1988, Віллемстад, Кюрасао) — нідерландський футболіст, воротар клубу РКСВ (Схерпенгевел) та збірної Кюрасао.

## Клубна кар'єра
У 2010 році Ровенді Сумтер став гравцем кюрасаоського клубу «Вікторі Бойс» з Бандаріби, за яку виступав до кінця 2011 року. У 2012 році став гравцем клубу «Йонг Голланд» з Віллемстада, в якому грав до 2015 року. У 2015 році став гравцем клубу «Атлетіко Фламінго» з Бонайре, в складі якого в сезоні 2015—2016 років став чемпіоном острова. У 2017 році повернувся на Кюрасао, де став гравцем клубу РКСВ з Схерпенгевела. У складі нової команди в сезоні 2019—2020 років став чемпіоном Кюрасао.

## Виступи за збірну
У 2011 році Ровенді Сумтер дебютував у складі збірної Кюрасао в товариському матчі зі збірною Домініканської Республіки. У складі збірної став переможцем Карибського кубка 2017 року. У складі збірної був учасником розіграшу Золотого кубка КОНКАКАФ 2017 року в США. На початок 2023 року зіграв у складі збірної 10 матчів.

## Титули і досягнення
- Переможець Карибського кубка: 2017